# Escenarios del cambio climático
Un escenario del cambio climático es un futuro hipotético basado en un "conjunto de fuerzas impulsoras clave". : 1812 Los escenarios exploran la eficacia a largo plazo de la mitigación y la adaptación,   ayudan a comprender lo que puede deparar el futuro, y pueden mostrar qué decisiones tendrán los efectos más significativos.
Estrechamente relacionadas con los escenarios de cambio climático están las trayectorias, que son más concretas y orientadas a la acción. Sin embargo, en la literatura, los términos escenarios y trayectorias se utilizan a menudo indistintamente. : 9 
Muchos parámetros influyen en los escenarios de cambio climático, tres importantes son el número de personas (y el crecimiento poblacional), su actividad económica y las nuevas tecnologías. Los modelos económicos y energéticos, como World3 y Prospective Outlook on Long-term Energy Systems, cuantifican los efectos de estos parámetros.
Existen escenarios de cambio climático a escala nacional, regional o global. Los países utilizan estudios de escenarios para comprender mejor sus decisiones. Esto es útil cuando están desarrollando sus planes de adaptación o Contribuciones Determinadas a Nivel Nacional. Los objetivos internacionales de mitigación del cambio climático, como el Acuerdo de París, se basan en el estudio de estos escenarios. Por ejemplo, el Informe Especial sobre Calentamiento Global de 1,5 °C fue un “aporte científico clave” a la Conferencia de las Naciones Unidas sobre el Cambio Climático de 2018.  En el informe se consideran diversas trayectorias y se describen escenarios para mitigar el calentamiento global. Las trayectorias incluyen, por ejemplo, carteras para el suministro de energía y la extracción de dióxido de carbono.

## Terminología

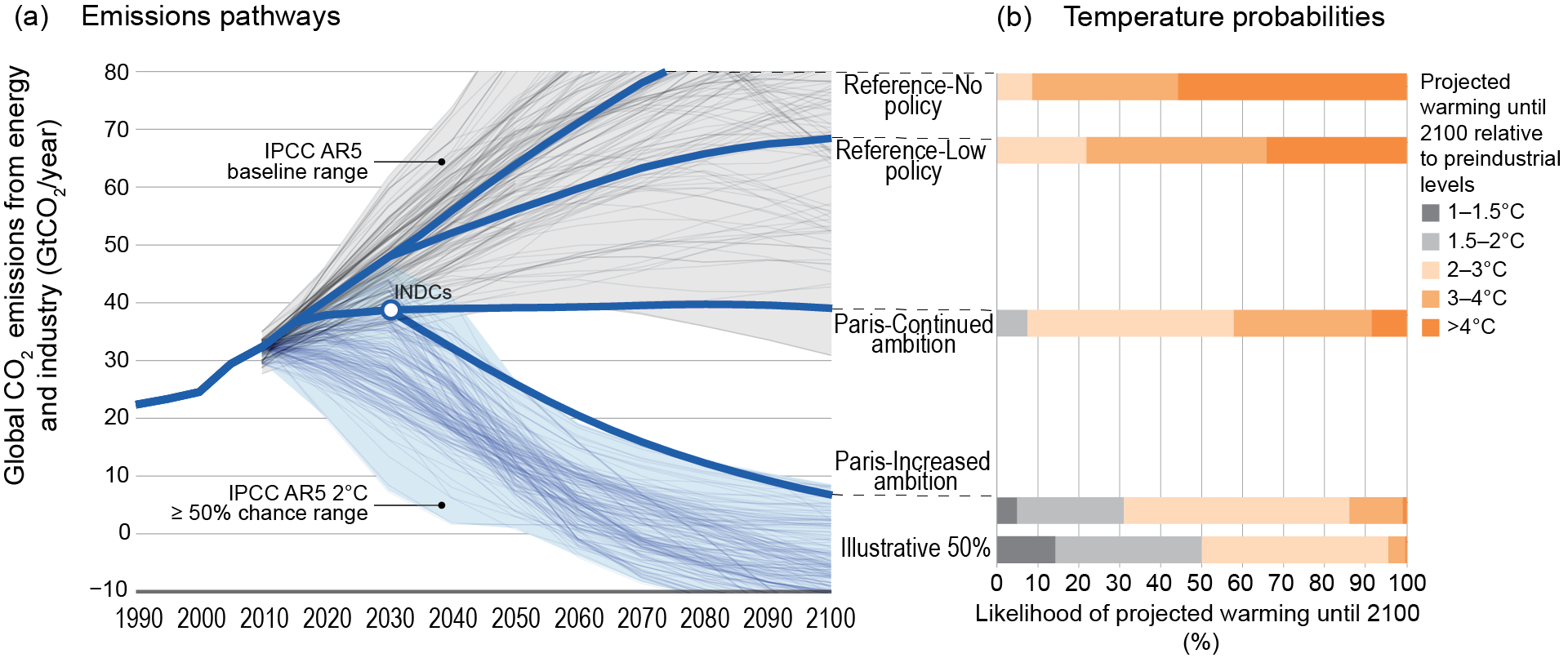
Cuatro escenarios de cambio climático, basados en datos de 2015. Izquierda: trayectorias de emisiones siguiendo los escenarios de (1) ninguna política, (2) política actual, (3) cumplir los anuncios de los gobiernos con tasas de descarbonización constantes del país después de 2030, y (4) cumplir los anuncios de los gobiernos con tasas más altas de descarbonización después de 2030. Derecha: temperaturas globales, dependiendo de la cantidad de gases de efecto invernadero emitidos en cada uno de los cuatro escenarios.

El Sexto Informe de Evaluación del IPCC define el escenario como "Una descripción plausible de cómo puede evolucionar el futuro basándose en un [...] conjunto de supuestos sobre las principales fuerzas impulsoras y relaciones". : 1812 Un conjunto de escenarios muestra una variedad de futuros posibles.
Los escenarios no son predicciones, : 1812 sino que ayudan a los tomadores de decisiones a comprender cuáles serán los efectos de una decisión.
El concepto de trayectorias está estrechamente relacionado. La definición formal de trayectorias es la siguiente: “La evolución temporal de los sistemas naturales y/o humanos hacia un estado futuro. [...] Los enfoques de trayectorias [...] involucran diversas dinámicas, objetivos y actores en diferentes escalas”. : 1810 
En otras palabras: las rutas son una hoja de ruta que enumera las acciones que deben llevarse a cabo para que un escenario se haga realidad. Los encargados de tomar decisiones pueden utilizar una ruta para elaborar un plan, por ejemplo, en lo que respecta al calendario de eliminación gradual de los combustibles fósiles o la reducción de los subsidios a los combustibles fósiles.
Los caminos son más concretos y orientados a la acción en comparación con los escenarios. Proporcionan una hoja de ruta para alcanzar los objetivos climáticos deseados. Puede haber varios caminos para lograr el mismo escenario final en el futuro.
En la literatura, los términos escenarios y trayectorias se utilizan a menudo indistintamente. : 9 Las publicaciones del IPCC sobre la base de la ciencia física tienden a utilizar más escenarios, mientras que las publicaciones sobre mitigación tienden a utilizar como término trayectorias de mitigación y emisiones modeladas. : 9 

## Tipos
Existen los siguientes tipos de escenarios:  : 1813 
- escenarios de referencia
- escenarios de concentraciones
- escenarios de emisiones
- escenarios de mitigación
- escenarios de referencia
- escenarios socioeconómicos.

Un escenario de referencia se utiliza para compararlo con un escenario alternativo, por ejemplo, un escenario de mitigación. Se ha elaborado una amplia gama de proyecciones cuantitativas de las emisiones de gases de efecto invernadero. Los escenarios "SRES" son escenarios de emisiones "de referencia" (es decir, suponen que no se realizarán esfuerzos futuros para limitar las emisiones), y se han utilizado con frecuencia en la literatura científica (véase el Informe Especial sobre Escenarios de Emisiones para más detalles).

## Objetivo
Los escenarios de cambio climático pueden considerarse como historias de futuros posibles. Permiten describir factores difíciles de cuantificar, como la gobernanza, las estructuras sociales y las instituciones. Existe una variedad considerable de escenarios, que van desde variantes del desarrollo sostenible hasta el colapso de los sistemas sociales, económicos y ambientales.

## Factores que afectan las futuras emisiones de gases de efecto invernadero (GEI)
Diversos parámetros influyen en el aspecto de los escenarios: los niveles futuros de población, la actividad económica, la estructura de gobierno, los valores sociales y los patrones de cambio tecnológico. No se encontraron patrones fuertes en la relación entre la actividad económica y las emisiones de GEI. Se consideró que el crecimiento económico era compatible con el aumento o la disminución de las emisiones de GEI. En el último caso, el crecimiento de las emisiones está mediado por una mayor eficiencia energética, cambios hacia fuentes de energía no fósiles y/o cambios hacia una economía postindustrial (basada en servicios).
Los factores que afectan las proyecciones de emisiones incluyen:
- Proyecciones de población: En igualdad de condiciones, las proyecciones de población más bajas resultan en proyecciones de emisiones más bajas.
- Desarrollo económico: La actividad económica es un impulsor dominante de la demanda de energía y, por tanto, de las emisiones de GEI.
- Uso de energía: Los cambios futuros en los sistemas energéticos son un determinante fundamental de las futuras emisiones de GEI.
  - Intensidad energética: es la oferta total de energía primaria (ETPE) por unidad de producto interno bruto (PIB).[11] En todas las evaluaciones de escenarios de referencia, se proyectó que la intensidad energética mejoraría significativamente durante el siglo XXI. El rango de incertidumbre en la intensidad energética proyectada fue amplio.[12]
  - Intensidad de carbono: son las emisiones de dióxido de carbono por unidad de TPES (Total primary energy supply). En comparación con otros escenarios, Fisher et al. (2007) encontraron que la intensidad de carbono era más constante en los escenarios en los que no se había asumido ninguna política climática.[12] El rango de incertidumbre en la intensidad de carbono proyectada fue amplio. En el extremo superior del espectro, algunos escenarios contenían la proyección de que las tecnologías energéticas sin emisiones de CO2 se volverían competitivas sin una política climática. Estas proyecciones se basaron en el supuesto de un aumento de los precios de los combustibles fósiles y un rápido progreso tecnológico en tecnologías libres de carbono. Los escenarios con una baja mejora en la intensidad de carbono coincidieron con escenarios que tenían una gran base de combustibles fósiles, menor resistencia al consumo de carbón o tasas de desarrollo tecnológico más bajas para tecnologías libres de combustibles fósiles.
- Cambio de uso de la tierra: El cambio de uso de la tierra juega un papel importante en el cambio climático, impactando en las emisiones, el secuestro de carbono y el albedo. Uno de los principales impulsores del cambio de uso de la tierra es la demanda de alimentos. El crecimiento poblacional y económico son los impulsores más importantes de la demanda de alimentos.[13]

Al elaborar escenarios, una consideración importante es cómo progresará el desarrollo sostenible en los países en desarrollo. Si, por ejemplo, esos países siguieran un camino de desarrollo similar al de los países industrializados actuales, eso podría llevar a un aumento muy grande de las emisiones. Las emisiones no dependen únicamente de la tasa de crecimiento de la economía. Otros factores incluyen los cambios estructurales en el sistema de producción, los patrones tecnológicos en sectores como la energía, la distribución geográfica de los asentamientos humanos y las estructuras urbanas (esto afecta, por ejemplo, los requerimientos de transporte), los patrones de consumo ( por ejemplo, los patrones de vivienda, las actividades de ocio, etc.) y los patrones de comercio; el grado de proteccionismo y la creación de bloques comerciales regionales pueden afectar la disponibilidad de tecnología.
En la mayoría de los estudios se encontraron las siguientes relaciones (pero no son prueba de causalidad): 
- Aumento de los GEI: Esto se asoció con escenarios que tenían una economía postindustrial en crecimiento con globalización, principalmente con baja intervención gubernamental y niveles generalmente altos de competencia. La igualdad de ingresos disminuyó dentro de las naciones, pero no hubo un patrón claro en materia de equidad social o igualdad de ingresos a nivel internacional.
- Caída de los GEI: En algunos de estos escenarios, el PIB aumentó. Otros escenarios mostraron una actividad económica limitada a un nivel ecológicamente sostenible. Los escenarios con caída de emisiones tuvieron un alto nivel de intervención gubernamental en la economía. La mayoría de los escenarios mostraron una mayor equidad social y de igualdad de ingresos dentro y entre las naciones.

Las tendencias previstas para las emisiones de gases de efecto invernadero se muestran en diferentes formatos:
- Recortes necesarios de emisiones
- Promesas
- Presupuesto de carbono reciente y restante en la actualidad

## Escenarios de mitigación

Escenarios de emisiones globales de gases de efecto invernadero. Si todos los países cumplen sus compromisos actuales en el marco del Acuerdo de París, el calentamiento promedio para 2100 superará con creces el objetivo del Acuerdo de París de mantener el calentamiento "muy por debajo de los 2 °C".

Los escenarios de mitigación del cambio climático son futuros posibles en los que el calentamiento global se reduce mediante acciones deliberadas, como un cambio integral hacia fuentes de energía distintas de los combustibles fósiles. Se trata de acciones que minimizan las emisiones para que las concentraciones atmosféricas de gases de efecto invernadero se estabilicen en niveles que restrinjan las consecuencias adversas del cambio climático. Utilizando estos escenarios, es posible examinar los impactos de diferentes precios del carbono en una economía en el marco de diferentes niveles de aspiraciones globales.
El Acuerdo de París tiene como objetivo mantener el aumento de la temperatura global por debajo del 2 °C, preferiblemente por debajo de 1,5 °C por encima de los niveles preindustriales para reducir los efectos del cambio climático. Un escenario típico de mitigación se construye seleccionando un objetivo de largo plazo, como una concentración atmosférica deseada de dióxido de carbono ( CO2), y luego ajustando las acciones al objetivo, por ejemplo, fijando un límite a las emisiones netas mundiales y nacionales de gases de efecto invernadero.

### Escenarios de concentración

Esta figura representa las tasas a las que las emisiones globales de CO_{2} deben disminuir después de 2024 para limitar el aumento de la temperatura global a 1,5, 1,7 o 2,0 grados Celsius sin depender de emisiones netas negativas.

Las contribuciones al cambio climático, ya sea que enfríen o calienten la Tierra, a menudo se describen en términos del forzamiento radiativo o el desequilibrio que introducen en el presupuesto energético del planeta. Ahora y en el futuro, se cree que el dióxido de carbono antropogénico es el principal componente de este forzamiento, y la contribución de otros componentes a menudo se cuantifica en términos de "partes por millón de dióxido de carbono equivalente" ( ppm CO2 e ), o el incremento/disminución en las concentraciones de dióxido de carbono que crearía un forzamiento radiativo de la misma magnitud.

#### 450 ppm
Los escenarios AZULES (BLUE) de la publicación Energy Technology Perspectives de la AIE de 2008 describen trayectorias para alcanzar una concentración de largo alcance de 450 ppm. Joseph Romm ha esbozado cómo lograr este objetivo mediante la aplicación de 14 cuñas.
El informe World Energy Outlook 2008, mencionado anteriormente, también describe un "Escenario de Política 450", en el que las inversiones energéticas adicionales hasta 2030 ascienden a 9,3 billones de dólares por encima del escenario de referencia. El escenario también contempla, después de 2020, la participación de grandes economías como China e India en un sistema global de topes y comercio de emisiones que inicialmente operará en los países de la OCDE y la Unión Europea. También el escenario menos conservador de 450 ppm exige un amplio despliegue de emisiones negativas, es decir  la eliminación de CO2 de la atmósfera. Según la Agencia Internacional de Energía (AIE) y la OCDE, "Lograr objetivos de concentración más bajos (450 ppm) depende significativamente del uso de BECCS ".

#### 550 ppm
Este es el objetivo defendido (como límite superior) en el Informe Stern. Dado que los niveles  CO2 se duplicarían aproximadamente respecto a los de la época preindustrial, implica un aumento de temperatura de unos tres grados, según las estimaciones convencionales de sensibilidad climática. Pacala y Socolow enumeran 15 "cuñas", de las cuales 7 en combinación deberían ser suficientes para mantener los niveles  CO2 por debajo de 550 ppm.
El informe Perspectivas energéticas mundiales para 2008 de la Agencia Internacional de Energía describe un "Escenario de referencia" para el futuro energético mundial "que supone que no habrá nuevas políticas gubernamentales más allá de las ya adoptadas a mediados de 2008", y luego un "Escenario de políticas 550" en el que se adoptarán políticas adicionales, una combinación de "sistemas de topes y comercio de emisiones, acuerdos sectoriales y medidas nacionales". En el Escenario de Referencia, entre 2006 y 2030 el mundo invierte 26,3 billones de dólares en infraestructura de suministro de energía; en el Escenario de Política 550, se gastan otros 4,1 billones de dólares en este período, principalmente en aumentos de eficiencia que generan ahorros en costos de combustible de más de 7 billones de dólares. 

## Descripciones de trayectorias de uso común
Estrechamente relacionadas con los escenarios de cambio climático están las trayectorias, que son más concretas y orientadas a la acción.
Los informes de evaluación del IPCC hablan de los siguientes tipos de trayectorias:  : 1810 
- Camino de 1,5 °C
- Trayectorias de adaptación
- Trayectorias de resiliencia climática
- Caminos de desarrollo
- Trayectorias de emisión
- Trayectorias de mitigación
- Trayectorias de no sobreimpulso
- Trayectorias de sobrepaso
- Trayectorias de concentración representativas (RCP)
- Trayectorias socioeconómicas compartidas (VSSP)
- Trayectorias de transformación

### Ruta de concentración representativa

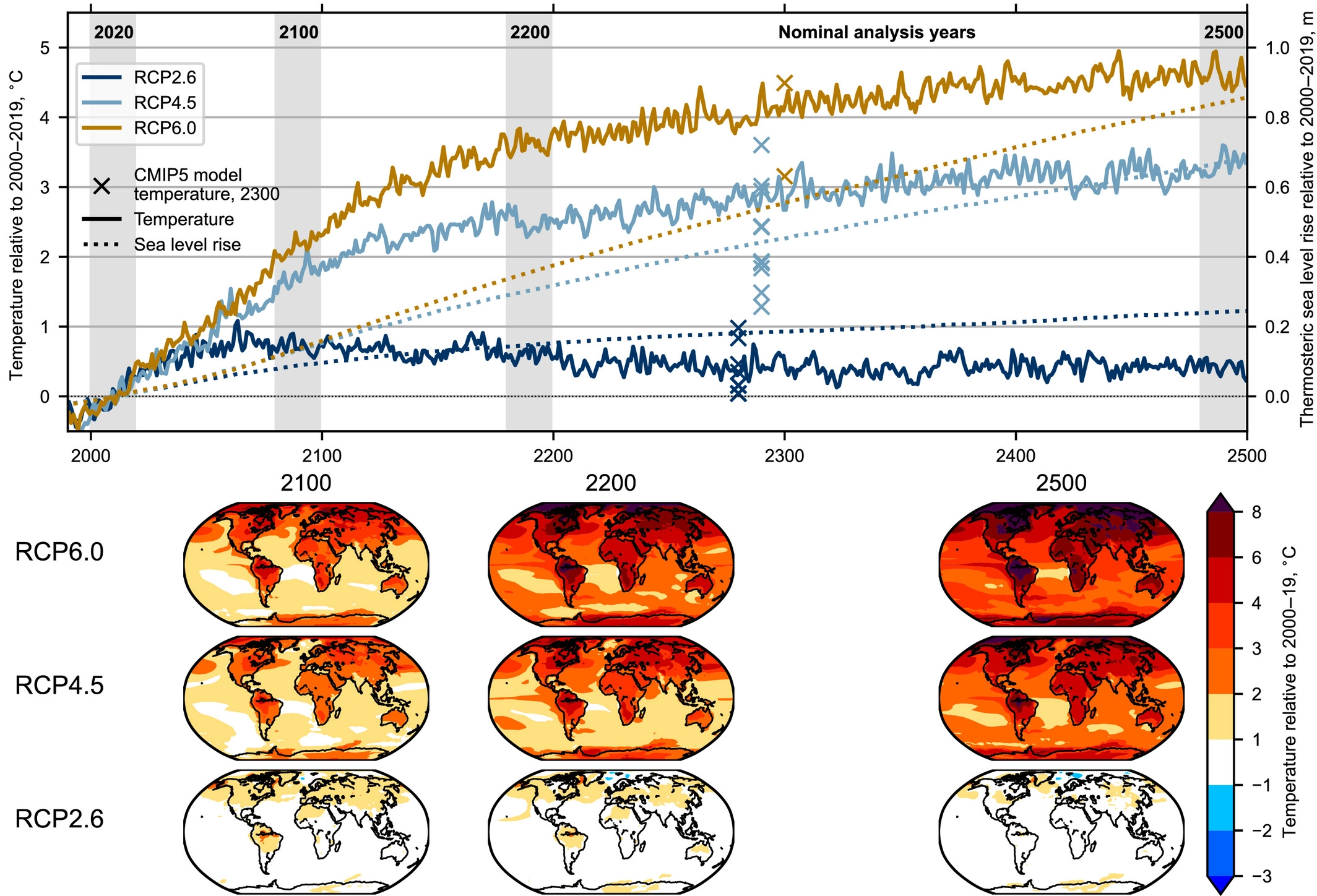
Anomalías de la temperatura media global del aire cerca de la superficie y del aumento del nivel del mar termostérico en relación con la media de 2000-2019 para los escenarios de cambio climático RCP (trayectoria de concentración representativa)

Las trayectorias de concentración representativas (RCP=Representative Concentration Pathways) son escenarios de cambio climático para proyectar futuras concentraciones de gases de efecto invernadero. Estas trayectorias describen futuras concentraciones de gases de efecto invernadero (no emisiones) y han sido adoptadas formalmente por el IPCC. Las trayectorias describen diferentes escenarios de cambio climático, todos los cuales se consideraron posibles dependiendo de la cantidad de gases de efecto invernadero (GEI) emitidos en los próximos años. Los cuatro RCP (originalmente RCP2.6, RCP4.5, RCP6 y RCP8.5) están etiquetados según un posible rango de valores de forzamiento radiativo en el año 2100 (2,6, 4,5, 6 y 8,5 W/m 2, respectivamente). El Quinto Informe de Evaluación (AR5) del IPCC comenzó a utilizar estas cuatro trayectorias para la modelización y la investigación del clima en 2014. Los valores más altos significan mayores emisiones de gases de efecto invernadero y, por lo tanto, temperaturas superficiales globales más altas y efectos más pronunciados del cambio climático. Por otra parte, los valores RCP más bajos son más deseables para los humanos, pero requerirían esfuerzos de mitigación del cambio climático más estrictos para lograrlos.
En el Sexto Informe de Evaluación del IPCC se consideraron las trayectorias originales junto con las trayectorias socioeconómicas compartidas. Hay tres nuevos RCP: RCP1.9, RCP3.4 y RCP7. Una breve descripción de los RCP es la siguiente: RCP 1.9 es una vía que limita el calentamiento global por debajo de 1,5 °C, el objetivo ambicioso del Acuerdo de París. El RCP 2.6 es una vía muy estricta. El RCP 3.4 representa una vía intermedia entre el muy estricto RCP2.6 y los esfuerzos de mitigación menos estrictos asociados con el RCP4.5. El IPCC describe el RCP 4.5 como un escenario intermedio. En el RCP 6, las emisiones alcanzan su punto máximo alrededor de 2080 y luego disminuyen. El RCP7 es un resultado de referencia más que un objetivo de mitigación. En el RCP 8.5 las emisiones siguen aumentando a lo largo del siglo XXI. : Figure 2, p. 223 
Para el escenario RCP2.6 ampliado, el calentamiento global será de 0,0 a 1,2 Se proyecta una temperatura de °C para finales del siglo XXIII (promedio de 2281–2300), en relación con el período 1986–2005. Para el RCP8.5 ampliado, calentamiento global de 3,0 a 12,6 Se proyecta una temperatura de °C durante el mismo período de tiempo.

### Caminos socioeconómicos compartidos
Las trayectorias socioeconómicas compartidas (Shared Socioeconomic Pathways=SS ) son escenarios de cambio climático de cambios socioeconómicos globales proyectados hasta 2100, tal como se define en el Sexto Informe de Evaluación del IPCC sobre el cambio climático en 2021. Se utilizan para derivar escenarios de emisiones de gases de efecto invernadero con diferentes políticas climáticas. Los SSP proporcionan narrativas que describen desarrollos socioeconómicos alternativos. Estas líneas argumentales son una descripción cualitativa de la lógica que relaciona los elementos de las narraciones entre sí. En términos de elementos cuantitativos, proporcionan datos que acompañan a los escenarios sobre población nacional, urbanización y PIB (per cápita). Los SSP se pueden cuantificar con varios modelos de evaluación integrada (IAM) para explorar posibles trayectorias futuras tanto en lo que respecta a las trayectorias socioeconómicas como a las climáticas.  
Los cinco escenarios son:
- SSP1: Sostenibilidad (“Tomando el camino verde”)
- SSP2: “En medio del camino”
- SSP3: Rivalidad regional ("Un camino difícil")
- SSP4: Desigualdad ("Un camino dividido")
- SSP5: Desarrollo basado en combustibles fósiles ("Tomando la autopista") [37]

También se están realizando esfuerzos para reducir la escala de las trayectorias socioeconómicas compartidas europeas para los sistemas agrícolas y alimentarios, combinadas con trayectorias de concentración representativas (RCP) hacia escenarios socioeconómicos y climáticos alternativos y regionalmente específicos.

## Proyecciones nacionales del cambio climático
Para explorar una amplia gama de resultados climáticos plausibles y mejorar la confianza en las proyecciones, las proyecciones nacionales de cambio climático a menudo se generan a partir de múltiples modelos de circulación general (General circulation model=GCM). Estos conjuntos climáticos pueden adoptar la forma de conjuntos de física perturbada (PPE), conjuntos multimodelo (MME) o conjuntos de condiciones iniciales (ICE). Como la resolución espacial de los GCM subyacentes suele ser bastante burda, las proyecciones suelen reducirse, ya sea de forma dinámica utilizando modelos climáticos regionales (RCM) o estadísticamente. Algunas proyecciones incluyen datos de áreas más grandes que los límites nacionales, por ejemplo, para evaluar más completamente las zonas de captación de ríos transfronterizos.
Varios países han elaborado sus proyecciones climáticas nacionales con retroalimentación y/o interacción con las partes interesadas. Estos esfuerzos de participación han ayudado a adaptar la información climática a las necesidades de las partes interesadas, incluido el suministro de indicadores climáticos específicos del sector, como los días de calentamiento global.
Más de 30 países han presentado proyecciones o escenarios climáticos nacionales en sus últimos informes a la Convención Marco de las Naciones Unidas sobre el Cambio Climático. Muchos gobiernos europeos también han financiado portales nacionales de información sobre el cambio climático.
- Australia: CCIA [43]
- California: Cal-Adapt [44]
- Países Bajos: KNMI'14 [45]
- Suiza: CH2011 [46] / CH2018 [47]
- Reino Unido: UKCP09 / UKCP18 [48][49]

Para los países que carecen de recursos adecuados para desarrollar sus propias proyecciones de cambio climático, organizaciones como el Programa de las Naciones Unidas para el Desarrollo o laOrganización de las Naciones Unidas para la Alimentación y la Agricultura  han patrocinado el desarrollo de proyecciones y programas nacionales de adaptación (National Adaptation Programme of Action=NAPA).